# Maurice Sachs

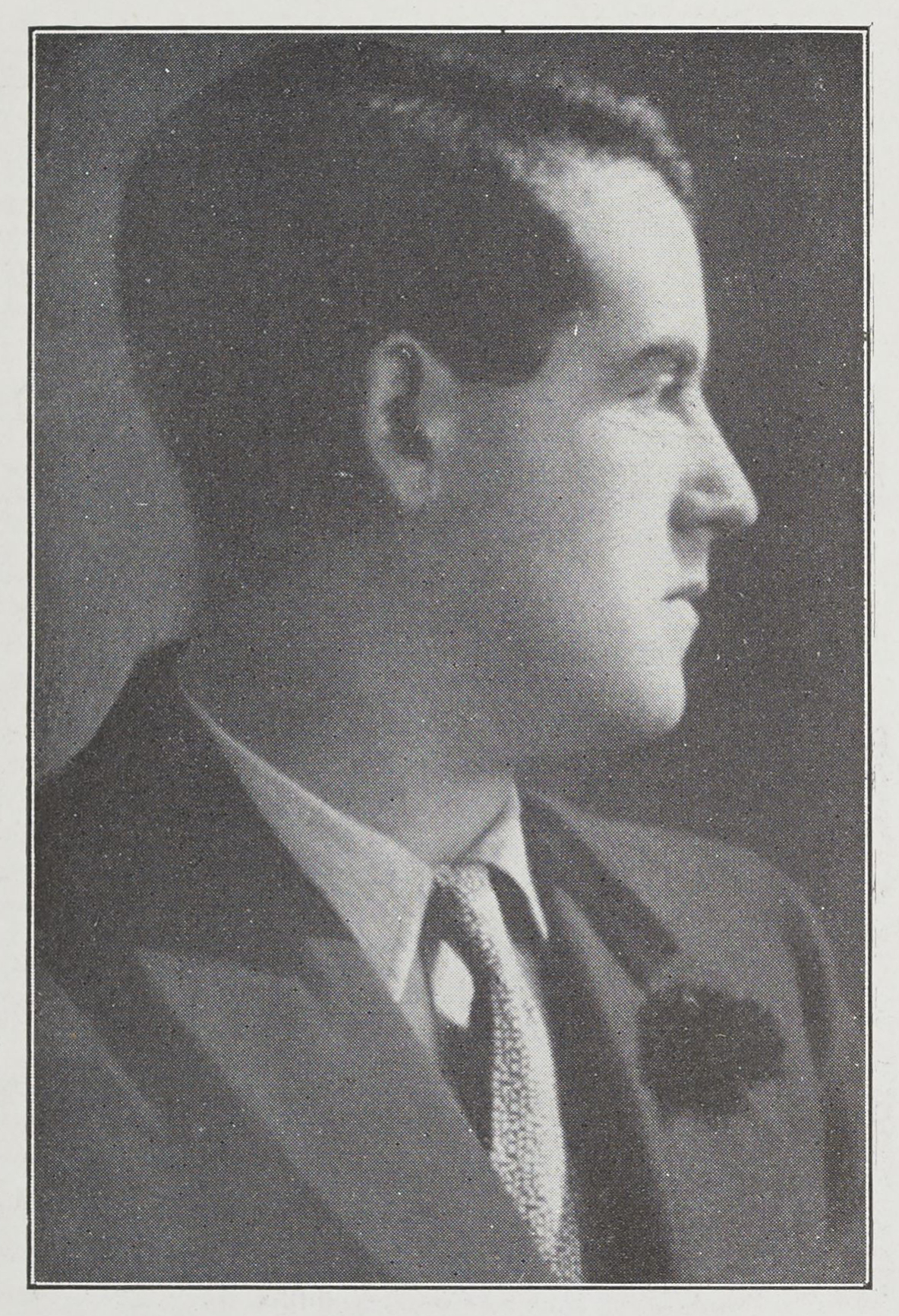
Maurice Sachs (1937)

Maurice Sachs (* 16. September 1906 in Paris; † 14. April 1945 bei Wittorferfeld; eigentlich Maurice Ettinghausen) war ein französischer Schriftsteller, Abenteurer und Kollaborateur in der Zeit des Nationalsozialismus.

## Leben

### Jugend
Maurice Sachs wurde 1906 in Paris geboren. Seine Eltern waren der jüdische Juwelier Herbert Ettinghausen und dessen Frau Andrée, geborene Sachs, die Tochter von George Sachs und dessen Frau Alice, geb. Frankel, die in zweiter Ehe mit dem Taxi-Unternehmer Jacques Bizet verheiratet war, einem Sohn des Komponisten Georges Bizet.
Sachs’ Eltern ließen sich 1912 scheiden. Seine Kindheit wurde durch ständige Wechsel von Bezugspersonen, Wohnsitzen und Internatsschulen geprägt. Im Mai 1923 floh seine Mutter aufgrund eines ihr vorgeworfenen Betrugsdeliktes nach London. Damit war Sachs im Alter von 17 Jahren auf sich allein gestellt. Er schloss sich Jean Cocteau an und wurde dessen Sekretär. Bei Cocteau lernte er den charismatischen Theologen Jacques Maritain kennen. Unter dessen Einfluss konvertierte er 1925 vom Judentum zum Katholizismus; Cocteau wurde sein Taufpate. Er legte zudem den Namen seines jüdischen Vaters ab und nahm den Geburtsnamen seiner Mutter an. Sachs trat am 2. Januar 1926 in das Priesterseminar St. Joseph des Carmes in Paris ein, doch verursachte er mehrere Affären, so dass er die Institution im November desselben Jahres wieder verlassen musste.

### Aufenthalt in den USA
Im September 1930 ging Sachs in die USA. 1932 moderierte er für die National Broadcasting Company (NBC) eine Radiosendung. Mit der Aussicht auf Geld und eine politische Karriere konvertierte er erneut, diesmal zum Protestantismus, und heiratete am 22. Juni 1932 Gwladys Matthews, die Tochter eines Priesters der presbyterianischen Kirche. Die Ehe scheiterte binnen kurzem und wurde im Januar 1933 geschieden. Sachs begann einen Handel mit Büchern und Bildern, eine von ihm eröffnete Galerie geriet allerdings schon bald in finanzielle Schwierigkeiten. Er reiste als Vortragsredner mit Referaten über europäische Wirtschaftsfragen durch die USA. Im Sommer 1933 lernte er den jungen Kalifornier Henry Wibbels kennen, mit dem er eine Beziehung einging, die als große Leidenschaft bezeichnet wurde. Mit ihm zusammen kehrte er noch im selben Jahr nach Frankreich zurück.

### In der Pariser Kulturszene
Am 16. Oktober 1933 nahm Sachs eine Stelle als Sekretär von André Gide an. Über Gide gelang es ihm, zu zahlreichen Größen des französischen Kulturlebens, wie Max Jacob und Coco Chanel, in Verbindung zu treten. Bei einem Parisaufenthalt 1932 hatte er bereits die Schriftstellerin Violette Leduc kennengelernt, mit der er eine innige platonische Verbindung entwickelte. Sachs wurde zu einem respektierten, allerdings kommerziell wenig erfolgreichen Mitglied der französischen Kulturszene. 1935 veröffentlichte er seinen ersten Roman Alias. Eine gewisse Aufmerksamkeit erregte er auch mit der 1939 erschienenen Schrift Au temps du Boeuf sur le toit.
1939 wurde Sachs unmittelbar nach Kriegsbeginn zum Militärdienst eingezogen und arbeitete vorübergehend als Dolmetscher an einer Militärakademie in Caen. Aufgrund eines ärztlichen Attestes gelang es ihm einige Monate später, aus den Diensten entlassen zu werden. Im Mai und Juni 1940 war er für den Rundfunksender Radio Mondial in Paris tätig und verlas Ansprachen, die die USA zum Kriegseintritt bewegen sollten. Als die Deutschen im Juni 1940 Paris besetzten, floh er vorübergehend nach Bordeaux, kehrte jedoch schon bald wieder zurück. Im Juli 1942, während der Massenfestnahmen der Juden in Paris, arbeitete er für eine Organisation, die ausreisewillige Juden gegen Barzahlung aus dem Land schleuste. Den Herbst 1942 verbrachte Sachs gemeinsam mit Violette Leduc überwiegend in Anceins, einer Ortschaft in der Basse-Normandie, im November kehrte er abermals nach Paris zurück.

### Als Gestapo-Spitzel in Hamburg
Im November 1942, eine Woche nach seiner Rückkehr nach Paris, meldete er sich bei den deutschen Besatzern für einen freiwilligen Arbeitseinsatz als Fremdarbeiter nach Hamburg. Ungeklärt blieb, ob er bereits als angeworbener Gestapo-Spitzel nach Hamburg übersiedelte oder ob er diese Tätigkeit erst im Jahr 1943 vor Ort aufnahm. In Hamburg war Sachs zunächst als Kranführer im Hafen für die Deutsche Werft tätig und lebte in einem Barackenlager in Finkenwerder. Nach dem Bericht eines ehemaligen Werftarbeiters aus dem Jahr 1988 ist Sachs daran beteiligt gewesen, geheime U-Boot-Pläne und Materialien zur Beschaffenheit von Bunkeranlagen an die Engländer zu übermitteln. Demselben Bericht zufolge sei Sachs von der Gestapo verhaftet und nach einem Geständnis wieder freigelassen und als Spitzel eingesetzt worden.
Ab Mai 1943 wohnte Sachs in einer Pension in der Alten Rabenstraße im teuren Stadtteil Rotherbaum und verfügte offensichtlich über bessere Kleidung und Geld. Nach Etienne Gueland und Henri Perrin hatte sich Sachs für eine Entlohnung von 80 Reichsmark pro Woche bei der Gestapo verdingt und wurde unter der Nummer „G 117“ geführt. Im selben Haus lebten die beiden homosexuellen Kollaborateure Philippe Monceau und Paul Martel. Monceau war ein Werber der Légion des volontaires français contre le bolchévisme und versuchte, französische Zwangsarbeiter in Hamburg zum Kriegseinsatz im Osten zu überreden. Martel wiederum stand in den Diensten der Gestapo.
Sachs’ Aufgabe war es zunächst, die in Hamburg lebenden Franzosen zu bespitzeln und Kontakt zu den in Hamburg agierenden intellektuellen Widerstandskreisen herzustellen. Er mietete zu diesem Zweck einen Keller im Haus des Kunsthändlers Friedrich Huelsmann in den Hohen Bleichen, richtete ihn als Versammlungsstätte ein und organisierte Diskussionen zu weltanschaulichen Fragen. Dem Franzosen gelang es, engeren Kontakt zu dem Widerstandskreis der Weißen Rose in Hamburg um Heinz Kucharski, Margaretha Rothe und Reinhold Meyer zu knüpfen. Im August 1943 nahm er an deren Diskussionen in der Buchhandlung der Agentur des Rauhen Hauses am Jungfernstieg teil. Die jungen Leute hofften, über ihn Kontakt zur Résistance aufnehmen zu können. Er kam dort auch in Kontakt mit Autoren wie Manfred Hausmann als ideologischer Mitläufer des NS-Systems, Egon Vietta als NSDAP-Mitglied oder Hans Erich Nossack, der dem Regime eher fern stand. Im Herbst 1943 setzte eine Verhaftungswelle gegen die Mitglieder der Weißen Rose in Hamburg ein; für einige der Verhaftungen und Erkenntnisse der ermittelnden Gestapobeamten über die Aktivitäten der Gruppe wurde Maurice Sachs verantwortlich gemacht. So schrieben Gueland und Perrin: „Sein Meisterstück war die Verhaftung einer Anzahl von Mitgliedern der Weißen Rose.“
Am 16. November 1943 wurde auch Maurice Sachs von der Gestapo festgenommen und in das Polizeigefängnis Fuhlsbüttel verbracht. Auch dort war er weiterhin als Spitzel tätig und wurde mit mehreren Gefangenen zusammengebracht. Da den Gefangenen sein Verrat nicht bekannt war, gingen sie nach wie vor davon aus, dass er ein Verfolgter wie sie selber war. So gelangten Informationen aus Gesprächen zwischen ihm und Heinz Kucharski, mit dem er auf einen Transport geschickt wurde, und Albert Suhr, mit dem er sechs Wochen in einer Zelle zusammengelegt war, an die Gestapo und in die Gerichtsakten. Im Fall von John Gluck handelte er als Agent Provocateur, indem er diesen vorgeblich bei einem Fluchtversuch aus dem KZ Fuhlsbüttel unterstützte und ihn zugleich an die Gestapo verriet.
Sachs hatte im Gefängnis das Privileg der Lese- und Schreiberlaubnis; er arbeitete in dieser Zeit an dem Manuskript der posthum 1952 veröffentlichten Schrift Derrière cinq barreaux.

### Sein Tod
Sachs blieb bis zum April 1945 als Schutzhäftling in Fuhlsbüttel. Am 12. April 1945 wurde er zusammen mit 5000 Gefangenen auf einen sogenannten Todesmarsch in ein Auffanglager nach Kiel-Hassee geschickt. Dabei wurde er am 14. April 1945 in Wittorferfeld in der Nähe von Neumünster von einem flämischen SS-Mann namens Vouth erschossen. Das Standesamt Gadeland, heute Boostedt, stellte seinen Tod urkundlich fest. Vermutet wird, dass er auf einem Friedhof in Neumünster begraben wurde. Zum Beleg gibt der Biograph Emmanuel Pollaud-Dulian die Grabnummer mit „Gc 54“ an. Ungeklärt blieb, ob die Exekution aufgrund eines Fluchtversuchs erfolgte oder ob „man sich seiner, da er zuviel wusste, entledigen wollte“.
In einer Biografie über Sachs hatte Philippe Monceau 1950 behauptet, Sachs wäre bei Kriegsende von Mitgefangenen durch Lynchjustiz ums Leben gekommen und sein Leichnam wäre den Hunden zum Fraß vorgeworfen worden. Ebenfalls bis Anfang der fünfziger Jahre hielten sich Gerüchte, Sachs sei die Flucht aus Deutschland gelungen.
Am 18. November 2017 wurde auf dem Kfz-Rastplatz in Wittorferfeld eine Gedenktafel für Maurice Sachs aufgestellt.

## Schriften
Erst posthum erschien sein bekanntestes Werk Le Sabbat, souvenirs d’une jeunesse orageuse (1946), seine bis 1939 reichende Autobiographie, auf Deutsch zuerst veröffentlicht unter dem Titel Mein Leben ist ein Ärgernis (Verlag der Europäischen Bücherei, Bonn 1950). 1967 wurde das Buch neu übersetzt unter dem Titel Der Sabbat, Übersetzer war  Herbert Schlüter. Es folgten Chronique joyeuse et scandaleuse (1948), La Chasse à courre (1949) und Derrière cinq barreaux (1952). Auch diese Werke sind autobiographisch geprägt.
- The Decade of Illusion. Paris, 1918–1928. Alfred A. Knopf, New York, 1933
- Alias, Gallimard, 1935
- Maurice Thorez et la victoire communiste. Denoël & Steele, 1936
- André Gide. Denoël & Steele, 1936
- Honoré Daumier. Pierre Tisné, 1939
- Au temps du Boeuf sur le Toit, Nouvelle Revue Critique, 1939
- Le Sabbat, souvenirs d’une jeunesse orageuse, Corrêa 1946; deutsche Fassungen siehe oben
- Chronique joyeuse et scandaleuse, Corrêa 1948
- La Chasse à courre, Gallimard, 1949
- La Décade de l’illusion, Gallimard, 1950
- Abracadabra, Gallimard, 1952
- Derrière cinq barreaux, Gallimard, 1952
- Tableau des moeurs de ce temps, Gallimard, 1954
- Histoire de John Cooper d’Albany, Gallimard 1955
- Le Voile de Véronique, roman de la tentation, Denoël, 1959

## Biographien
- André du Dognon. Philippe Monceau: Le Dernier Sabbat de Maurice Sachs. Sagittaire 1979
- Claude Schmitt: Le Double Jeu de Maurice Sachs, Grasset, Paris 1979
- Jean-Michel Belle: Les Folles Années de Maurice Sachs, Grasset, Paris 1979
- Henri Raczymow: Maurice Sachs, ou les travaux forcés de la frivolité, Gallimard, Paris 1988
- Emmanuel Pollaud-Dulian: Les Excentriques: Maurice Sachs, 1998; online einsehbar unter: excentriques.com/sachs/index.html Alias ou La Vie Joyeuse et Scandaleuse de Maurice Sachs. Histoire sans morale.
- Thomas Clerc: Maurice Sachs, le désœuvré. Allia, Paris 2005
- Bernd-Ulrich Hergemöller, Hg.: Mann für Mann. Biographisches Lexikon zur Geschichte von Freundesliebe und männlicher Sexualität im deutschen Sprachraum. Reihe: Lexika. Mitw. Nicolai Clarus, Jens Dobler, Klaus Sator, Axel Schock, Raimund Wolfert. Neub. und erg. Bd. 2. Lit, Münster 2010, S. 1013f. (in Google books einsehbar). Mit weiterer Literatur

## Maurice Sachs in der Literatur
Sachs wurde mehrfach Gegenstand literarischer Werke: So wird er eingehend porträtiert von seiner platonischen Lebensgefährtin Violette Leduc in deren Autobiographie La Batarde (1964). In Hans Erich Nossacks Roman Der Fall d’Arthez (1968) ist die Figur des René Schwab alias Sulkowski deutlich an Sachs angelehnt. Im selben Jahr hat Patrick Modiano in seinem Roman Place de l’Etoile (1968) ihn – neben anderen Kollaborateuren – verschlüsselt zu einem Gegenstand der Erzählung gemacht.

## Maurice Sachs im Film
Unterschiedliche Perioden seines Lebens werden in folgenden Filmen thematisiert: In Violette (Frankreich 2013, Regie: Martin Provost) wird Sachs von Olivier Py gespielt, im Film Opium (Frankreich 2013, Regie: Arielle Dombasle) ist der Darsteller Niels Schneider.